# Museu de Arte Contemporânea - Centro Cultural de Belém
O MAC/CCB - Museu de Arte Contemporânea e Centro de Arquitetura é um museu dedicado à arte moderna e contemporânea, instalado no Centro Cultural de Belém, em Lisboa.
De visita obrigatória em Lisboa, o MAC/CCB abriu portas a 27 de outubro de 2023. O Museu recebe em depósito obras da Coleção de Arte Contemporânea do Estado (CACE), a Coleção Teixeira de Freitas, a Coleção Ellipse e a Coleção Berardo.
Nomes como Pablo Picasso, Salvador Dalí, Marcel Duchamp, Piet Mondrian, Joan Miró, Max Ernst, Francis Bacon, Andy Warhol, Louise Bourgeois, Paula Rego, Maria Helena Vieira da Silva, Donald Judd, Bruce Nauman ou Cindy Sherman, entre muitos outros, são apresentados no quadro dos movimentos que as suas obras permitiram definir, possibilitando uma viagem no tempo e um conhecimento aprofundado de cada contexto.
O MAC/CCB, que inclui o Centro de Arquitetura, afirma a missão do Centro Cultural de Belém, potenciando o diálogo entre as artes visuais, a arquitetura e as artes performativas, com a apresentação de exposições temporárias de artistas contemporâneos.
Sucede ao Museu Coleção Berardo que esteve no CCB até à sua extinção em 2022.

## Missão e Visão
A missão do MAC/CCB passa pela promoção da fruição, do conhecimento e do estudo das obras e coleções depositadas museu, envolvendo os seus públicos de forma plural e participada.
O MAC/CCB procura estimular a criação artística e promover o seu conhecimento, tendo em atenção a sua diversidade e valorizando a capacidade crítica da arte assim como promover o diálogo entre as artes visuais, a arquitetura e as artes performativas, abrindo-se à multiplicidade de práticas que enformam a contemporaneidade.
Em termos simples, a linha de ação do MAC/CCB orienta-se pelos seguintes eixos:
- a visão de que o contemporâneo, num sentido eminentemente interdisciplinar, é aquilo que atua no presente, o que também implica olhar criticamente para o passado para melhor compreendermos a arte atual na sua multiplicidade;
- a perspetiva de que o MAC/CCB possui as condições necessárias para realizar o diálogo entre as diferentes práticas artísticas, a arquitetura e o campo do performativo, concretizando o chão comum entre campos culturais que o Centro Cultural de Belém elegeu como sua vocação;
- a potenciação do MAC/CCB como um museu no qual o diálogo entre as várias tipologias artísticas assenta na multiplicidade de práticas da arte dos nossos dias, não só proporcionando visões históricas como também mapeando as visões dos artistas de hoje;
- a convicção de que o MAC/CCB deve estimular a criação artística, relacionando-se proximamente com os artistas, com abertura e prospeção;
- o entendimento de que o museu é um lugar de fruição, mas também de conhecimento e partilha, desenvolvendo para tal um extenso programa de mediação e educação dedicado a diversas comunidades e segmentos etários e geracionais.

## Coleções
O MAC/CCB tem em depósito quatro coleções.

### Coleção Berardo

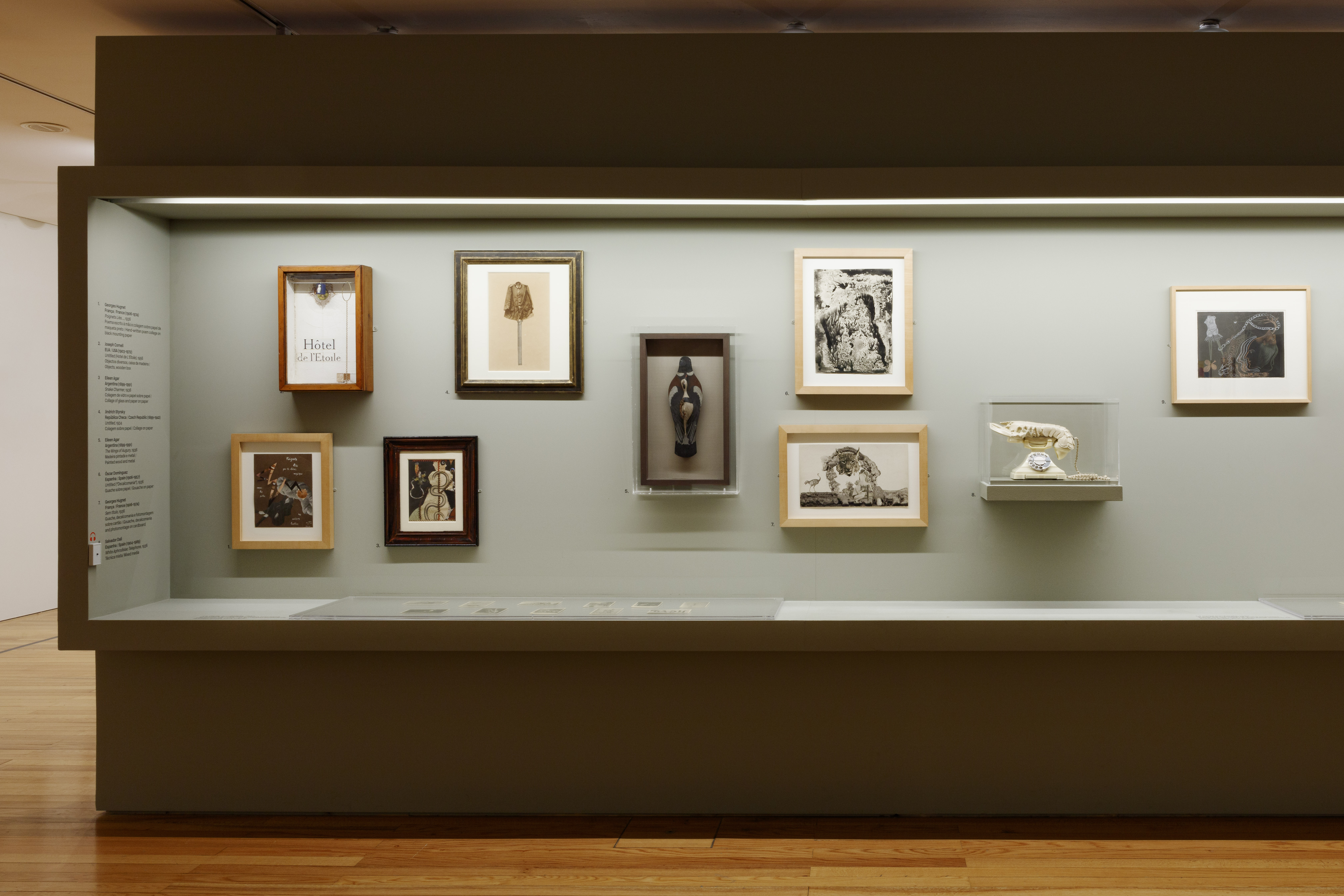
Vista da exposição "Coleção Berardo do Primeiro Modernismo às Novas Vanguardas do Século XX". © António Jorge Silva, 2023.

A Coleção Berardo apresenta os principais movimentos artísticos do século XX à atualidade, pontuados por alguns dos maiores nomes da modernidade, como Pablo Picasso, Marcel Duchamp, Max Ernst, Piet Mondrian, Joan Miró, Francis Bacon, Yves Klein, Andy Warhol, Frank Stella e Gerhard Richter, entre muitos outros.
Reunida por José Berardo durante duas décadas, a Coleção Berardo é reconhecida internacionalmente pelo valor das suas obras de referência. A representação de cerca de 70 tendências artísticas (entre as quais o cubismo, o dadaísmo, o surrealismo, o expressionismo abstrato, o neodadaísmo, o Nouveau Réalisme e a pop art), num acervo com quase 900 obras de mais de 500 artistas, demonstra o seu forte cariz museológico e didático. A sua vocação internacionalista, com espetro cronológico de um século, torna-a numa verdadeira plataforma para a observação e reflexão sobre este período da história da arte.
Começando em 1909 e atravessando quase todos os movimentos mais importantes (incluindo os mais recentes desenvolvimentos da criação artística contemporânea), desta coleção também fazem parte obras de alguns dos mais reconhecidos artistas da arte contemporânea, como Bruce Nauman, Julião Sarmento, Gabriel Orozco, Alexander Calder, Vito Acconci, Larry Bell, Christian Boltanski, Nam June Paik, Bill Viola e Andreas Gursky. Inclui ainda uma representação da arte portuguesa com obras de Alberto Carneiro, Maria Helena Vieira da Silva, Paula Rego, Helena Almeida, Fernando Lemos, entre outros.

### CACE

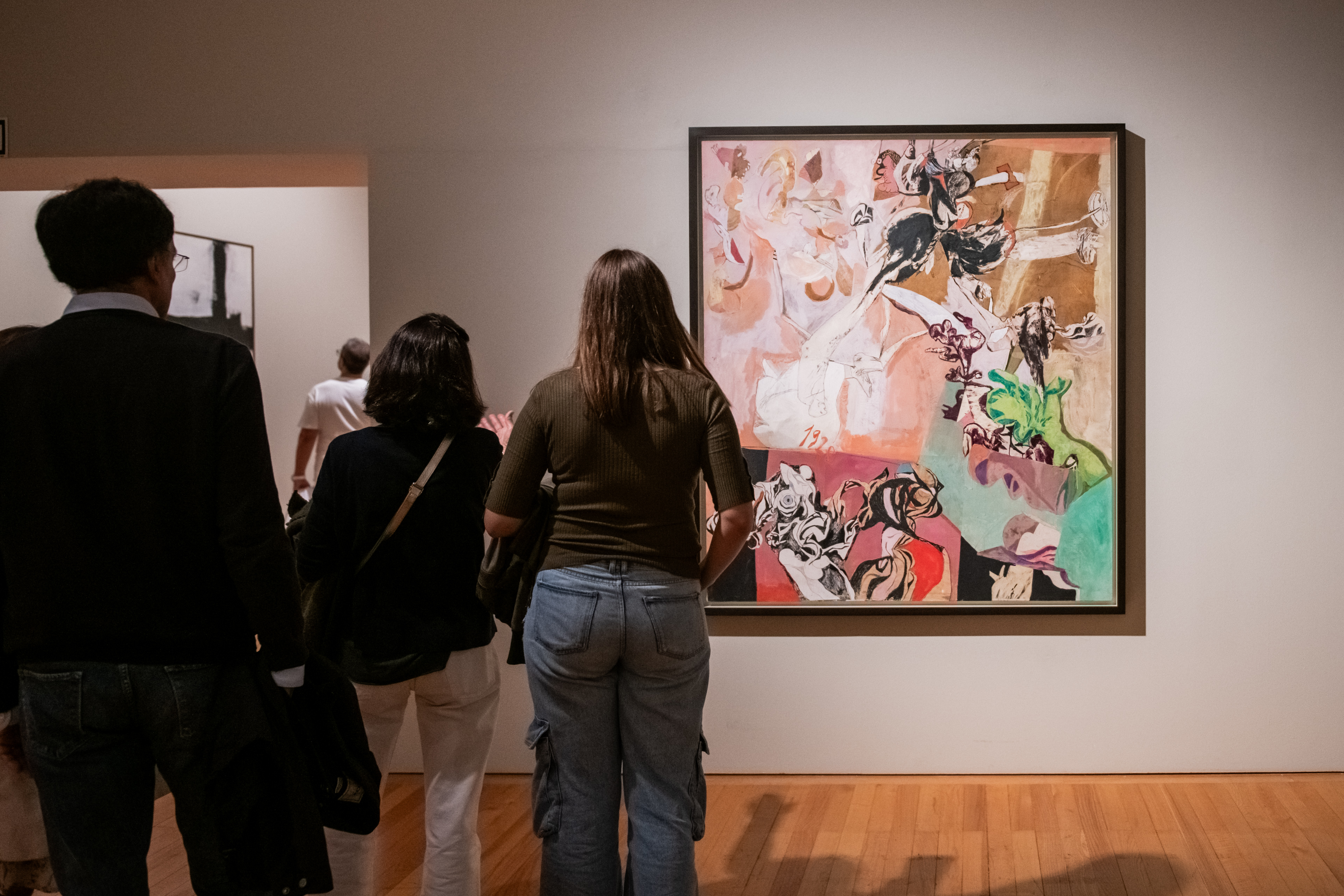
Vista da exposição "Coleção Berardo do Primeiro Modernismo às Novas Vanguardas do Século XX". © Rita Carmo, 2023.

Iniciada pelo Estado Português em 1976, a Coleção de Arte Contemporânea do Estado (CACE) é uma coleção de natureza pública composta por obras realizadas em diversos suportes (pintura, desenho, gravura, fotografia, escultura, vídeo, instalação), na sua maioria — mas não exclusivamente — da autoria de artistas portugueses.
Tutelada pelo Ministério da Cultura através da Direção-Geral do Património Cultural, a CACE encontra-se depositada e disponível em instituições de referência como a Fundação de Serralves, a Fundação Centro Cultural de Belém, a Fundação Arpad Szenes — Vieira da Silva, e o Centro de Arte Contemporânea de Coimbra, entre outras, tanto em Portugal como no estrangeiro.
A CACE tem como missão garantir um acesso alargado ao património artístico contemporâneo nacional, privilegiando a prossecução de políticas que valorizem, preservem e estimulem a criação artística e o envolvimento da comunidade artística. A CACE desenvolve, de igual forma, uma política de aquisições que privilegia a criação nacional e a sua fruição em todo o território.

### Coleção Teixeira de Freitas

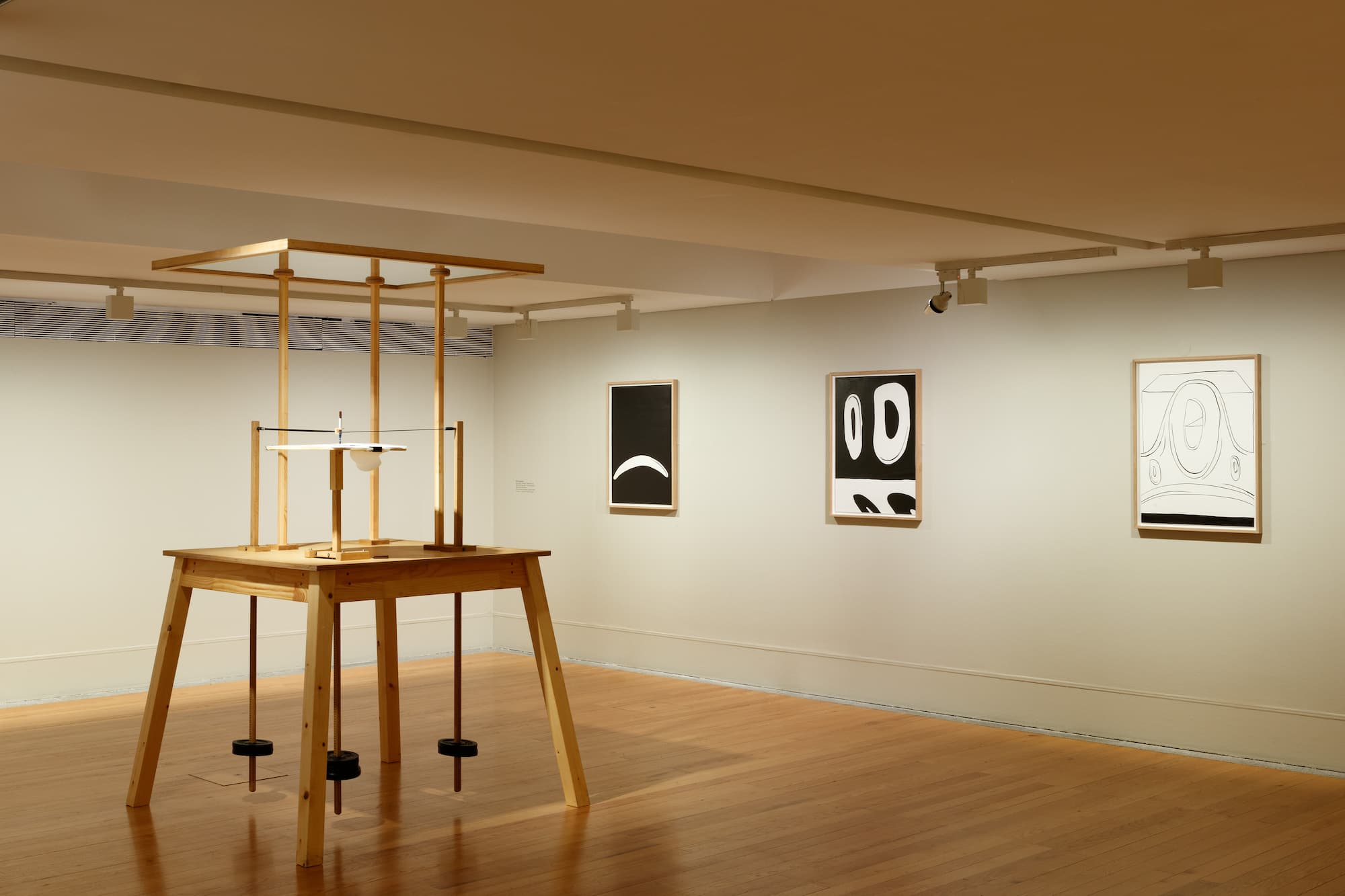
Coleção Teixeira de Freitas - vista da exposição "Ou o desenho contínuo". © António Jorge Silva, 2023.

Pensada e construída por Luiz Teixeira de Freitas, um colecionador brasileiro radicado em Portugal há mais de 30 anos, a Coleção Teixeira de Freitas encontrou os grandes eixos para o seu desenvolvimento nas categorias de arte conceptual, arquitetura, paisagem, literatura, arte efémera e livros de artista.
Luiz Augusto Teixeira de Freitas é um advogado brasileiro que vive e exerce a sua profissão em Portugal há mais de três décadas. O seu interesse por arte levou-o a constituir uma ampla coleção com características únicas, reunida sobretudo entre 2000 e 2014, que reflete diretamente os valores característicos e as dinâmicas do sistema das artes em que foi desenvolvida.
Ainda que se trate de um acervo de caráter absolutamente global devido aos artistas que o compõem, a Coleção Teixeira de Freitas sempre ofereceu uma atenção excecional para a arte produzida no Brasil e em Portugal, o que a torna especialmente indicada para discutir os laços luso-brasileiros.

### Coleção Holma/ Ellipse

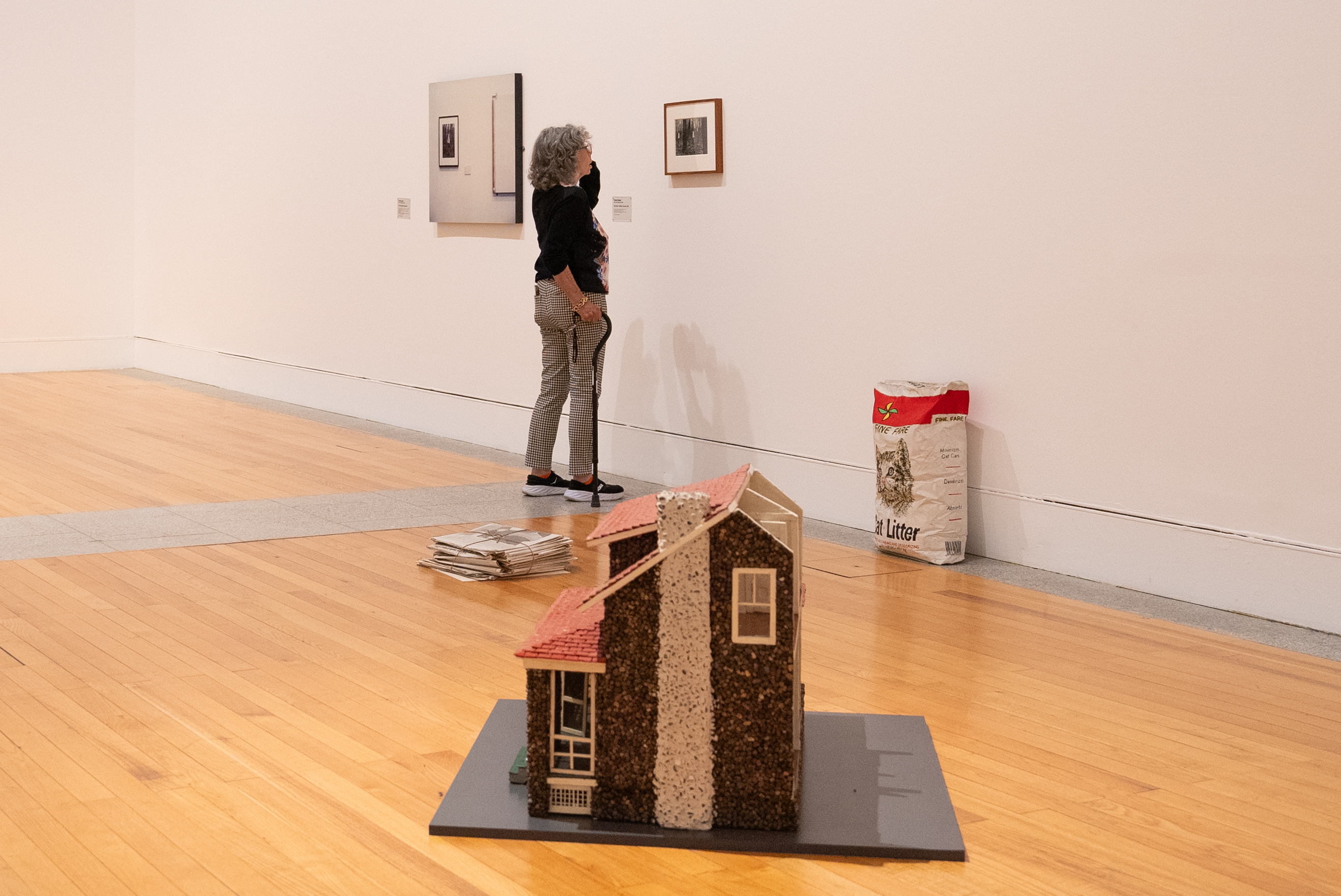
Vista da exposição "Objeto, Corpo e Espaço". © Ana Inácio / CCB, 2024.

A Coleção Holma/Ellipse é constituída por 860 obras, tendo sido reunida por João Oliveira Rendeiro (conhecido banqueiro português) e por um fundo de capitais. A escolha das peças foi decidida por um trio de comissários formado por Pedro Lapa, Alexandre Melo e o norte-americano Manuel E. González, anteriormente ligado à coleção do banco JP Morgan Chase.
Os critérios da coleção foram avaliados por um conselho consultivo alargado do qual fizeram parte nomes como Bartolomeu Mari (Barcelona, Espanha), James Lingwood e Andrew Renton (Londres, Reino Unido), Lars Grambye (Malmö, Suécia) e Adriano Pedrosa (São Paulo, Brasil), entre outros.
A coleção, adquirida no final de 2022 pelo Estado Português, reúne obras de autores com notoriedade nos meios da arte contemporânea internacional, representando o mainstream da circulação institucional, com alguns artistas ativos desde a década de 1970 e também muitos criadores das gerações mais jovens. Ignasi Aballí, Franz Ackermann, Rosângela Rennó, Raymond Pettibon, John Baldessari, Ilia Kabakov, Mike Kelley, William Kentridge, Cristina Iglesias, Robert Wilson, Nan Goldin, Dan Graham, James Coleman, Raymond Pettibon, Fischli & Weiss, Stan Douglas, Douglas Gordon, Steve McQueen e Sarah Lucas são alguns dos nomes representados, a par dos nacionais Lourdes Castro, João Onofre, José Pedro Croft, Pedro Calapez, Pedro Cabrita Reis, João Pedro Vale e Julião Sarmento.

## Exposições

### 2023
Em 2023, o MAC/CCB, inaugurou duas exposições temporárias e as duas exposições permanentes:
- Coleção Berardo do Primeiro Modernismo às Novas Vanguardas do Século XX;
- Objeto, Corpo e Espaço. A revisão dos géneros artísticos a partir do século de 1960;
- Ou o desenho contínuo. Desenhos da Coleção Teixeira de Freitas;
- Berlinde De Bruyckere. Atravessar uma ponte em chamas.

As exposições Ou o desenho contínuo e Berlinde Bruyckere foram consideradas duas das 10 melhores exposições de 2023, pelo jornais Expresso e Público.

### 2024
Em 2024, inauguraram 8 exposições temporárias:
- Evidence: Soundwalk Collective & Patti Smith;
- Marina Tabassum. Materiais, Movimentos e Arquitetura no Bangladesh;
- Adote uma Obra-Prima;
- João Fiadeiro. Restos, Rastros e Traços;
- Hestnes Ferreira – Forma | Matéria | Luz;
- Homo Urbanus. A Citymatographic Odyssey by Bêka & Lemoine;
- Fred Sandback: Alinhavando o Espaço;
- Intimidades em fuga. Em torno de Nan Goldin.

### 2025
Em 2025, o Museu, inaugura 7 exposições temporárias e realiza uma remodelação numa das exposições permanentes.
- Uma deriva atlântica. As artes do século XX;
- 31 Mulheres. Uma Exposição de Peggy Guggenheim;
- Chantal Akerman. Travelling;
- Cartazes sem Censura;
- Experiências do Mundo;
- Avenida 211;
- Lugar de estar: o legado Burle Marx;

Reabre também o Centro de Arquitetura/ Garagem Sul, com um projeto do atelier suíço-português Bureau, com a exposição Interespécies e o acolhimento da exposição Lighter, no âmbito da Trienal de Arquitetura 2025.

## Centro de Arquitetura
O Centro de Arquitetura do MAC/CCB aborda questões e temas contemporâneos a partir do ambiente construído, explorando formas coletivas de criação de conhecimento através de exposições, residências, bolsas de estudo, publicações e programas públicos. A partir de uma perspetiva interdisciplinar e com carácter experimental, abre espaço para ensaiar e testar possibilidades, com o intuito de materializar espaços conviviais, mais-do-que-humanos e interseccionais. O Centro de Arquitetura convoca as múltiplas escalas e esferas de ação da arquitetura para participarem na sua programação.
Em abril, o Centro de Arquitetura abre o espaço da Garagem Sul com um projeto arquitetónico da autoria do atelier suíço-português BUREAU. Este projeto reconfigura a garagem para acolher exposições, mas também espaços de trabalho, programação e convívio.
O primeiro ciclo programático do Centro de Arquitetura será dedicado ao tema Interespécies. 

### Bolsas MAC/CCB - Centro de Arquitetura
O MAC/CCB – Centro de Arquitetura lança as primeiras bolsas destinadas a projetos de criação, investigação e espaços de residência na área da arquitetura.

#### Bolsas de Criação Diogo Seixas Lopes
Criadas pelo Centro de Arquitetura MAC/CCB em homenagem ao arquiteto Diogo Seixas Lopes (1972–2016), figura central do pensamento arquitetónico português e primeiro Consultor da Garagem Sul, estas bolsas de criação, atribuídas por concurso, procuram consolidar e incentivar a construção coletiva de pensamento crítico e conhecimento em torno das linhas temáticas anuais do Centro de Arquitetura.
O concurso, aberto a todas as pessoas ou coletivos cuja investigação incida sobre a arquitetura, procura proporcionar apoio financeiro à investigação ou criação e execução de projetos com acompanhamento da Curadora-Chefe do Centro de Arquitetura do MAC/CCB, Mariana Pestana. Na primeira edição das Bolsas de Criação Diogo Seixas Lopes, a linha temática a trabalhar será Interespécies.

#### Espaços de residência Centro de Arquitetura MAC/CCB
A atribuição de espaços de residência destina-se a apoiar projetos na área da arquitetura contemporânea que requeiram um espaço dedicado para a experimentação, o desenvolvimento ou a concretização das suas propostas.
No contexto deste concurso, aberto a todos os coletivos ou pessoas cujo trabalho incida sobre a arquitetura, os projetos selecionados terão acesso a um apoio financeiro para quaisquer despesas de execução dos projetos e a um espaço de trabalho na Garagem Sul. Este espaço de trabalho estará disponível durante cinco meses. Pretende-se que os projetos em residência estejam integrados no ambiente do Centro de Arquitetura e façam parte da sua dinâmica, gerando momentos de open studio e construindo uma apresentação pública dos projetos realizados.

### Acesso
O acesso ao público com mobilidade condicionada é feito pela Avenida da Índia, fachada sul do CCB, pelo portão da Garagem.

## Funcionamento e preçário

### Bilheteira
Bilhete individual, que permite a entrada no MAC/CCB e no Centro de Arquitetura:
- 12€ para público em geral

- 7€ para residentes em Portugal*

Existem descontos para, por exemplo, estudantes, visitantes com mais de 65 anos, com 7 a 18 anos ou com mobilidade reduzida.
Têm entrada gratuita no MAC/CCB:
- Crianças até aos 6 anos
- Todos os domingos até às 14h00, para residentes em Portugal*
- Acompanhantes de pessoas com mobilidade reduzida
- Cartão CCB
- Desempregados
- Membros ICOM
- Antigo combatente
- Viúva ou viúvo de antigo combatente

* Residentes em Portugal
Mediante apresentação do Cartão de Cidadão da República Portuguesa.
Caso não seja portador de Cartão de Cidadão da República Portuguesa, deverá apresentar um documento de identificação e um certificado de residência, sendo válidos os seguintes documentos:
- certificado de registo para Cidadão da UE/EEE/Suíça
- certificado de residência permanente para cidadão da UE/EEE/Suíça
- título de residência para cidadãos de países terceiros

### Horário do museu
Aberto de terça-feira a domingo, das 10:00 às 18:30 (última entrada às 18:00).

### Livraria e Cafetaria

#### Livraria e Cafetaria Almedina MAC/CCB: A Arte dos Livros
A Almedina integra, desde outubro de 2023, o novo Museu de Arte Contemporânea MAC/CCB. Na nova livraria e cafetaria, localizada junto ao hall de entrada, o grupo editorial português disponibiliza aos visitantes um conjunto de obras essencialmente dedicadas à Arte, mas também uma criteriosa seleção de títulos de Ciências Sociais e Humanas, sem esquecer a ficção nacional e estrangeira. Neste espaço é também disponibilizado todo o merchandising do novo Museu, uma das principais atrações da cidade de Lisboa e referência europeia na Arte Contemporânea. 
De terça-feira a domingo, das 10:00 às 19:00, nos meses de julho, agosto e setembro.

## Localização e acesso

### Localização
O MAC/CCB situa-se em Belém – a grande «sala de visitas» de Lisboa –, e está integrado no Centro Cultural de Belém. Nas suas imediações encontrará outros equipamentos culturais de interesse para o público, como o Mosteiro dos Jerónimos, a Torre de Belém, o Padrão dos Descobrimentos, o Museu de Marinha, o Museu dos Coches, o Museu da Presidência, o Quake – Museu do Terramoto, entre outros.
Como polo agregador da maioria da atividade cultural de Lisboa, Belém é um destino turístico dentro da própria cidade e inclui todo o tipo de comércio, serviços de restauração e empresas de animação turística.
- Praça do Império, 1449-003 Lisboa, Portugal

- GPS +38.695533, -9.209288
- N 38º 41' 47.71 / W 9º 12' 26.78

###### Autocarros:
- 729 - Carris (paragem Centro Cultural de Belém)
- 714, 727, 728, 751 - Carris (paragem Belém / Mosteiro dos Jerónimos)
- 1714, 1715, 1718 - Carris Metropolitana (paragem Belém / Mosteiro dos Jerónimos)

##### Elétrico:
- 15E - Carris (paragem Centro Cultural de Belém)

##### Comboio:
- Linha de Cascais - CP (paragem Belém)

##### Barco:
- Transporte fluvial a partir de Trafaria ou Porto Brandão para Belém - Transtejo

##### Automóvel:
- A5, A36 / IC17, N6 / Av. Marginal (direção Algés / Belém)
- A2 / Eixo Norte-Sul, N6 / Av. 24 de Julho (direção Alcântara / Belém)
- Estacionamento público

### Acessibilidade
Os espaços do Centro Cultural de Belém estão adaptados a visitantes com restrições de mobilidade, nomeadamente através de elevadores, rampas e plataformas elevatórias. Existem lugares reservados para pessoas com mobilidade condicionada tanto no estacionamento (Parque 2, Piso 0 Av. da Índia), como no Grande Auditório.
Para aceder ao MAC/CCB, utilize a plataforma elevatória que se encontra ao lado da Bilheteira.
O CCB dispõe ainda de uma cadeira de rodas própria que pode ser solicitada por quem assim necessitar à chegada ao edifício ou previamente.